# Provincia Girona
Girona (în spaniolă, Gerona) este o provincie din partea de Est a Spaniei , în partea nordică a comunității autonome Catalonia.
Are graniță cu provinciile Barcelona și Lleida, cu Franța și cu Marea Mediterană. Capitala ei este Girona, oraș în care trăiește doar o optime din cei 598.112 locuitori ai provinciei.

## Localități selectate
- Girona
- Figueres
- Palafrugell
- Begur
- Forallac
- Ogassa
- Santa Cristina d'Aro
- Castell-Platja d'Aro
- Camprodon
- Ripoll
- Regencós
- Mont-ras
- Celrà
- Sils
- Torrent
- Pals